# 馬追丘陵
馬追丘陵（まおいきゅうりょう）は、北海道の石狩平野の南東に位置する最高標高287.1mの丘陵である。「まおい」という名称は、アイヌ語で「ハマナスの実があるところ」を意味する「マウ・オ・イ」に由来する。

## 概要
馬追丘陵は、最北端は空知管内夕張郡長沼町の東部から、最南端は胆振管内勇払郡厚真町の北西端にまで至っている。全長は約50kmで幅は5～8kmであり、北高南低のなだらかな背斜丘陵を形成している更新世段丘である。最高点の標高は287.1mである。JR室蘭線以南の最南部を早来丘陵と言う事もある。空知方面ではきらら397等の米の稲作やジャガイモなどの畑作、リンゴ等の果樹栽培を、胆振方面では牛の酪農が行われている。北部の山麓には馬追温泉(単純硫黄泉，16℃)が、南部の山麓に鶴の湯温泉(含硫黄 - ナトリウム - 塩化物・炭酸水素塩泉，14.8°C)が存在している。丘陵は南部を中心に勇払平野に繋がる、遠浅川やフモンケ川などの形作る多くの谷底平野が入り込んでいる。

## 地質的特徴
北海道道央南部地域は、千島弧と東北日本弧の衝突によって形成された日高衝突帯の褶曲-衝上断層帯の西縁部に位置している。この衝突に伴い、日高山脈の西側には数多くの褶曲と衝上断層が形成され、その最西端に地形的に表れているのが馬追丘陵である。

馬追丘陵の東側においては、上から汐見層、下安平層、美里層、ニタッポロ層が順に重なっている。これらの層は、支笏カルデラ、樽前山、風不死岳、恵庭岳等からの噴出物で出来た地層である。この内、汐見層とは角閃石と紫蘇輝石火山灰層がピート層･粘土層に挟まっていう地層である。また、下安平層と美里層は白色軽石や有色鉱物が砂層、砂礫層、シルト層中に点在する地層であり、その含有率のみに差がある。最下層のニタッポロ層は青灰色粘土層が紫蘇輝石軽石層を挟んだものである。

馬追丘陵北部にあっては、道央の石狩平野南部地域の地下に厚く発達している南長沼層が露出しており、地質学関係者の間ではその模式地として知られている。南長沼層とは、浅海成や非海成の上部漸新統であり、道央地方における後期新生代堆積盆の発達により形成された局地的な堆積盆の埋積物が生み出した地層のこととされている。南長沼層が露出している、長沼町内の馬追丘陵北部の地点の泥質岩試料からは有孔虫、珪藻、渦鞭毛藻、花粉等の微化石が数多く出土している。このような形で様々な種類の微化石を大量に産出するような浅海成相を示す上部漸新統が北日本とその周辺で分布している事は大変珍しく、南長沼層の微化石相は、北西太平洋地域の中緯度域での古第三紀末の浅海の古生物相の一端を示す例として貴重であるとされている。

## 早来丘陵
前述のとおり、馬追丘陵南部、安平町と厚真町にまたがるエリアは早来丘陵と呼ばれており、その長さは南北約10kmである。この丘陵は北部の馬追丘陵の中軸となる山域とは、安平町の市街地付近に存在する安平川周辺の氾濫平野に分断されており、この部分をJR室蘭線や国道234号線は通過している。また、安平川の周辺やその南側の丘陵地には、小規模な段丘が多く存在している。

## 馬追丘陵の山
- 長官山 (長沼町・由仁町)
- 馬追山 (北海道)

## 自然
野鳥や、昆虫、樹木や野花の種類が大変豊富で、馬追丘陵全体では、例えば、25種類の蘭、202種類の野鳥の生息が確認されている。長官山に限っていえば、針葉樹のトドマツ、広葉樹のミズナラ、ホオノキ、キタコブシ、オオカメノキ等が群生しているが、このうち、冬季でも葉をつけているのは、トドマツのみである。そして、これらの樹木は、その種類を問わず、雪の重みの影響などで根上り現象が起きていることが多い。この美しい自然は遊歩道が整備されているため、簡単に観察し愛でることができるが、ヒグマの確認例も僅かながらあり、登山に際しては注意が必要である。

## 観光、登山

### 観光
札幌を中心とした大都市圏の郊外にあたり、見晴らしの良い高台と豊かな森林など自然に恵まれた馬追丘陵北部は、立地特性を生かした長沼町、由仁町の観光拠点となっている。

長沼町側には、スキー場(夏季はキャンプ場としても運用)、オートキャンプ場、温泉施設、観光牧場などが整備されており、また農家レストランが近隣に多数存在する。

由仁町側にも、温泉施設、フラワーガーデン、展望公園、オートキャンプ場、ゴルフ場などがある。

### 登山
馬追丘陵の北部、馬追山ならびに長官山を有するエリアは、国有林内に設置された林道の一部区間ならびに登山道について、遊歩道としての管理を長沼町が委託されている。

遊歩道には、長官山北麓の北長沼スキー場の脇からマオイ文学台を経て長官山に至るコース(通称：スキー場コース)、長官山西麓の伏古斎苑、伏古墓地の奥から長官山山頂に至るコース（通称：火葬場コース）、長官山南麓の旧馬追温泉脇から沢沿いを経て尾根から長官山山頂に至るコース（通称：温泉コース）、旧馬追温泉の道道札夕線を挟んだ南側にある林道脇から瀞台および馬追山山頂に至るコース、瀞台西麓にある湧水の水汲み場、「馬追の名水」から瀞台および馬追山山頂に至るコース（通称：名水コース、瀞台にまっすぐに向かうコースと馬追山山頂に至る通称：大回りコースに中途で分岐する）、馬追山南麓の道道夕張長沼線沿い、長沼町と由仁町古山地区の町境付近から瀞台および馬追山山頂に至るコース（通称：古山口コース）がある。

各コースは地元山岳会有志による笹刈り、倒木処理、標識設置等の整備管理がなされており、老若男女を問わず安全かつ気軽に登山を楽しめるコースとして夏山、冬山を問わず親しまれている。小ピークを多数有するためにアップダウンに富み、なおかつ整備が行き届いたコースであることから、トレイルランニングの練習コースとしても紹介される場合があり、一般登山者は注意が必要である。